# Zosima
Zosima là chi thực vật có hoa trong họ Apocynaceae.